# My Destiny (песня)
My Destiny - Третий японский сингл группы Dong Bang Shin Ki. Входит в альбом Heart, Mind and Soul.

Песня My Destiny является музыкальной темой закрывающих титров в телевизионном шоу Getsuyou Entertainment (月曜エンタぁテイメント).

Лучшая позиция в недельном топе Орикон: #16

Количество проданных копий: 13,919 (в Японии), 23,362 (в Корее)

## Список композиций

### CD
1. My Destiny
2. Eternal
3. My Destiny (Acapella Version)
4. My Destiny (Less Vocal)
5. Eternal (Less Vocal)

### DVD
1. My Destiny (клип)
2. Интервью